# Gare de Montréjeau - Gourdan-Polignan
La gare de Montréjeau - Gourdan-Polignan est une gare ferroviaire française de la ligne de Toulouse à Bayonne, située sur le territoire de la commune de Gourdan-Polignan, à proximité de Montréjeau, dans le département de la Haute-Garonne, en région Occitanie. 
Elle est mise en service en 1862 par la Compagnie des chemins de fer du Midi et du Canal latéral à la Garonne. 
C'est une gare de la Société nationale des chemins de fer français (SNCF) desservie par des trains grandes lignes Intercités, et des trains régionaux TER Occitanie.

## Situation ferroviaire
Établie à 423 mètres d'altitude, la gare de bifurcation de Montréjeau - Gourdan-Polignan est située au point kilométrique (PK) 103,877 de la ligne de Toulouse à Bayonne, entre les gares ouvertes de Saint-Gaudens et de Lannemezan. Elle est également l'origine, au PK 103,877, de la ligne de Montréjeau - Gourdan-Polignan à Luchon (fermée en 2014), avant la gare de Loures - Barbazan. Sa réouverture est prévue pour le 22 juin 2025.
La gare dépend de la région ferroviaire de Toulouse. Elle est équipée de deux quais : le quai 1 dispose d'une longueur utile de 450 m pour la voie 1, le quai 2 d'une longueur utile de 450 m pour la voie 2.

## Histoire
La « gare de Montréjeau » est mise en service le 9 juin 1863 par la Compagnie des chemins de fer du Midi et du Canal latéral à la Garonne lorsqu'elle ouvre la section de Portet-Saint-Simon à Montréjeau, qui permet la circulation des trains depuis Toulouse. La section suivante qui permet le prolongement jusqu'à Tarbes est mise en service le 20 juin 1867.
Elle devient une gare de bifurcation lorsque la Compagnie du Midi met en service l'embranchement de Montréjeau à Bagnères-de-Luchon, le 17 juin 1873

Gare et marquise
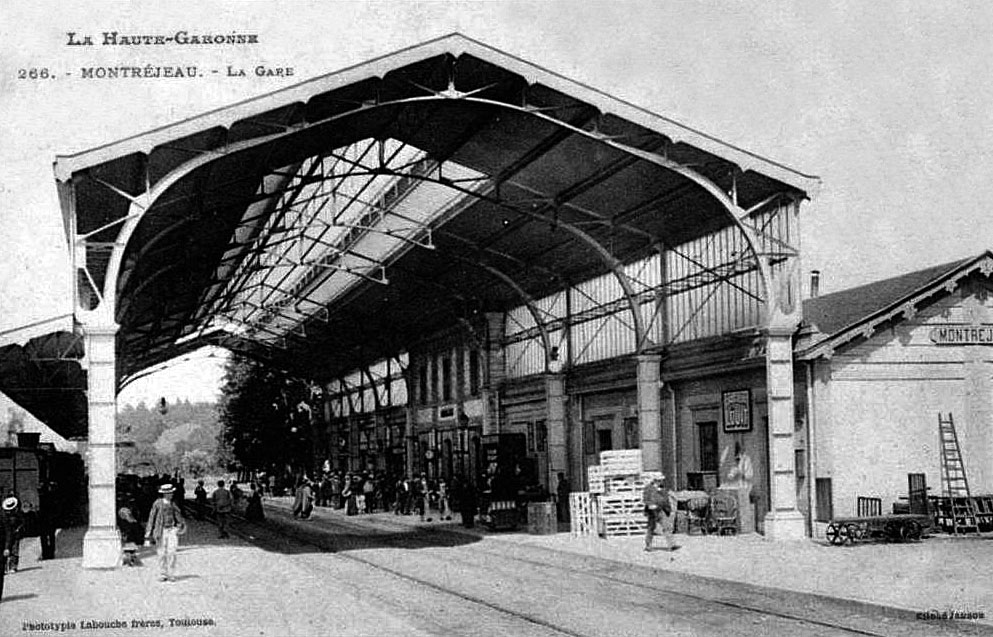
Vers 1910.
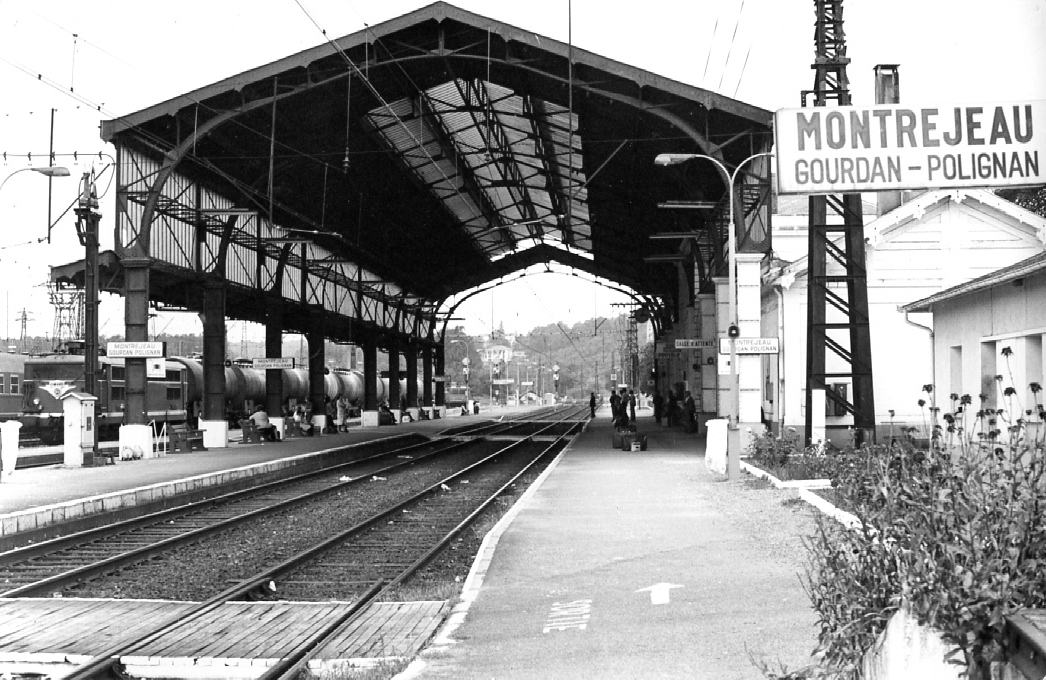
En 1978.
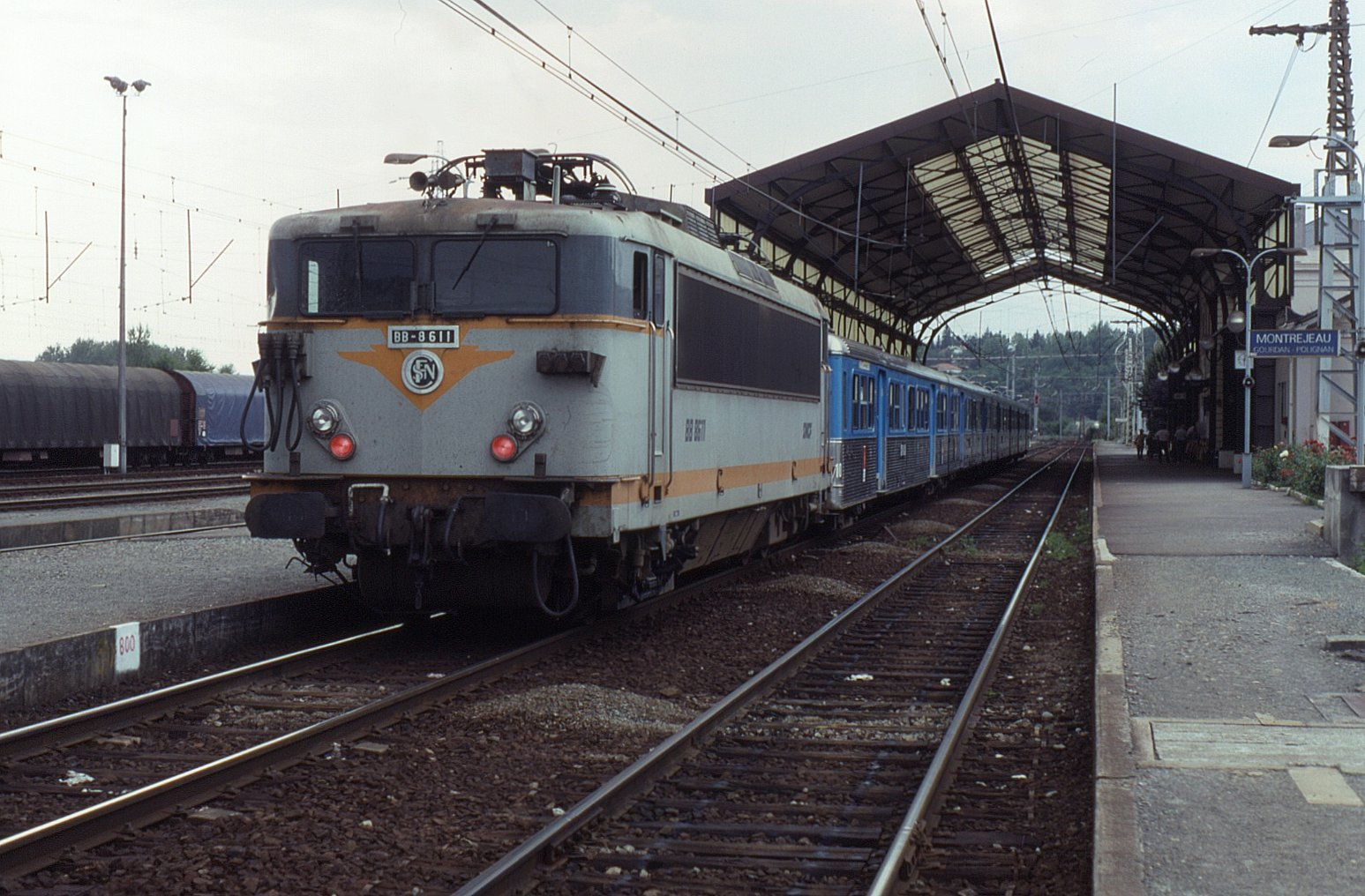
Avec BB 8611 en 1992.

En 2014, selon les estimations de la SNCF, la fréquentation annuelle de la gare était de 170 643 voyageurs.
La réouverture de la ligne Luchon-Montréjau a été inaugurée le 22 juin 2025 avec des trains régiolis hybrides puis à l'hydrogène en 2026, après avoir été suspendue en novembre 2014,.

## Fréquentation
De 2015 à 2023, selon les estimations de la SNCF, la fréquentation annuelle de la gare s'élève aux nombres indiqués dans le tableau ci-dessous :
| Année                      | 2015    | 2016    | 2017    | 2018    | 2019    | 2020    | 2021    | 2022    | 2023    |
| -------------------------- | ------- | ------- | ------- | ------- | ------- | ------- | ------- | ------- | ------- |
| Voyageurs seuls            | 176 929 | 181 147 | 158 653 | 112 009 | 113 771 | 93 978  | 136 940 | 223 810 | 259 556 |
| Voyageurs et non voyageurs | 221 161 | 226 434 | 198 316 | 140 012 | 142 214 | 117 473 | 171 176 | 279 762 | 324 445 |

## Service des voyageurs

### Accueil
Gare SNCF, elle dispose d'un bâtiment voyageurs, avec guichet, ouvert tous les jours. Elle est équipée d'automates pour l'achat de titres de transport. C'est une gare « Accès Plus » disposant d'aménagements et services pour les personnes à la mobilité réduite.
Un souterrain permet le passage d'un quai à l'autre.

### Desserte
Montréjeau - Gourdan-Polignan est desservie par des trains Intercités (ligne de Toulouse à Bayonne). C'est également une gare régionale, desservie par des trains TER Occitanie.

### Intermodalité
Un parking pour les véhicules est aménagé. 
Elle est desservie par le réseau la région Occitanie liO de la Haute-Garonne et des Hautes-Pyrénées.

Quais et voies
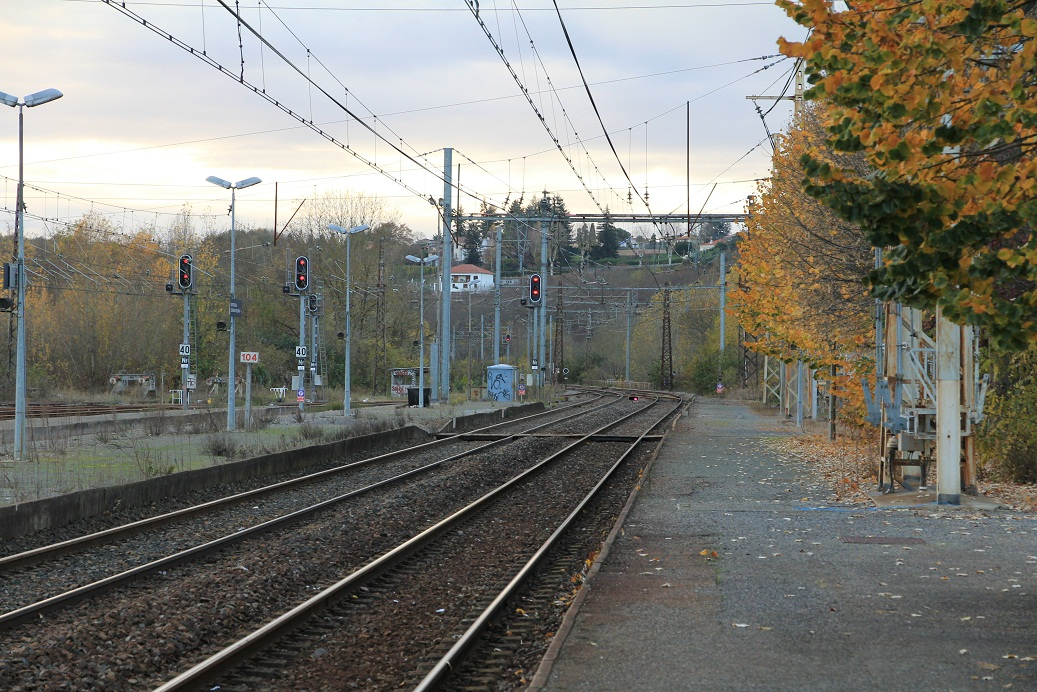
Direction de Lannemezan.
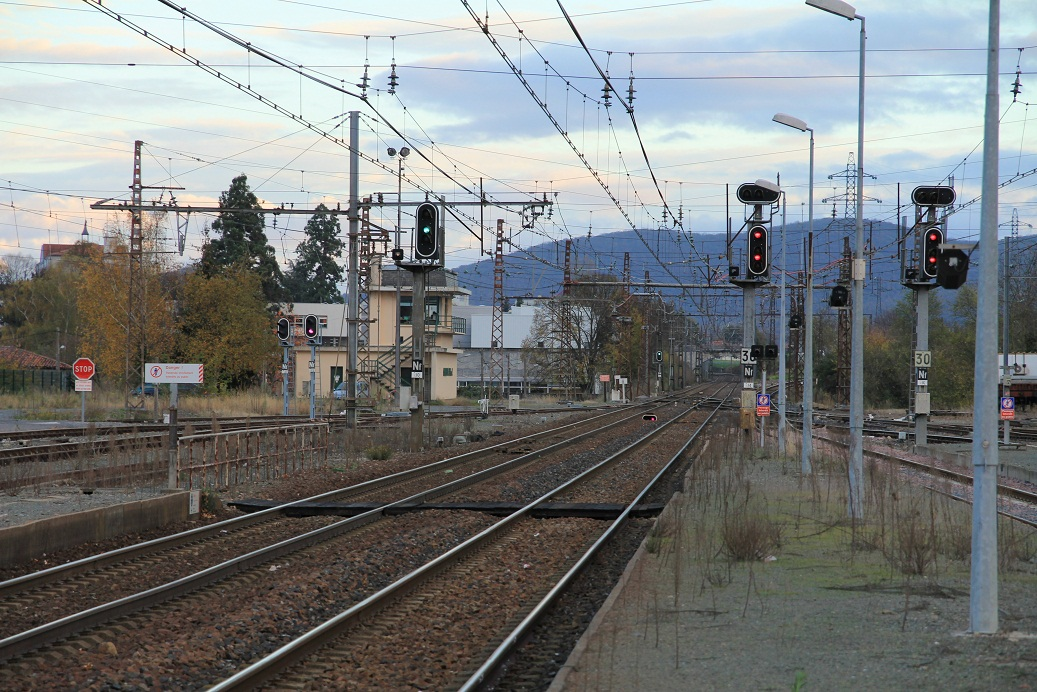
Direction de Toulouse-Matabiau.
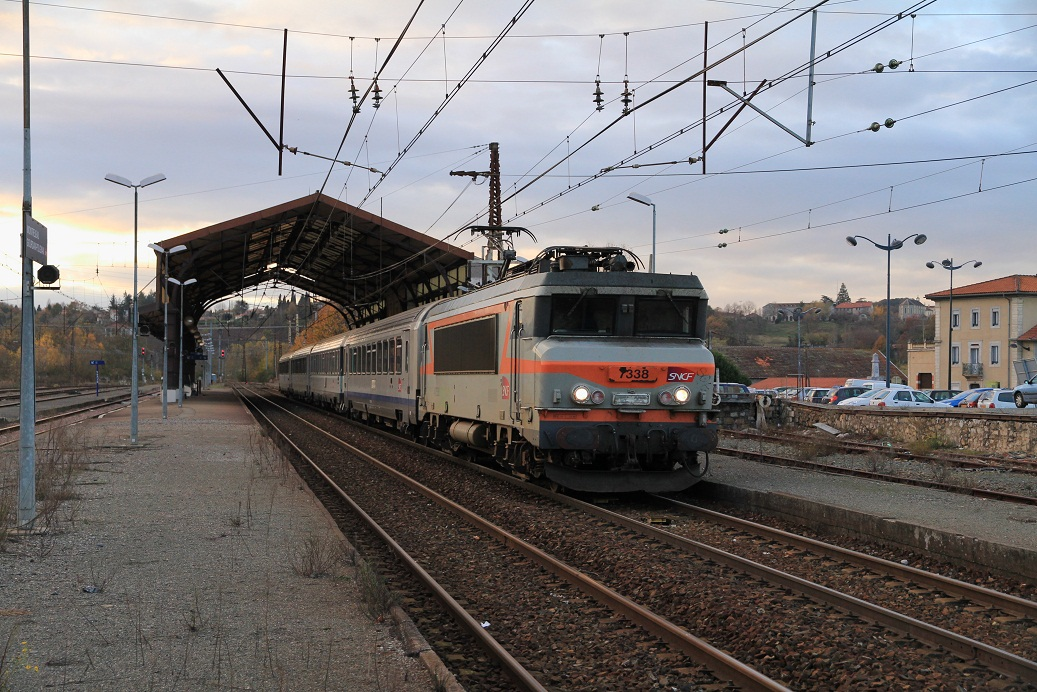
Desserte en 2010.
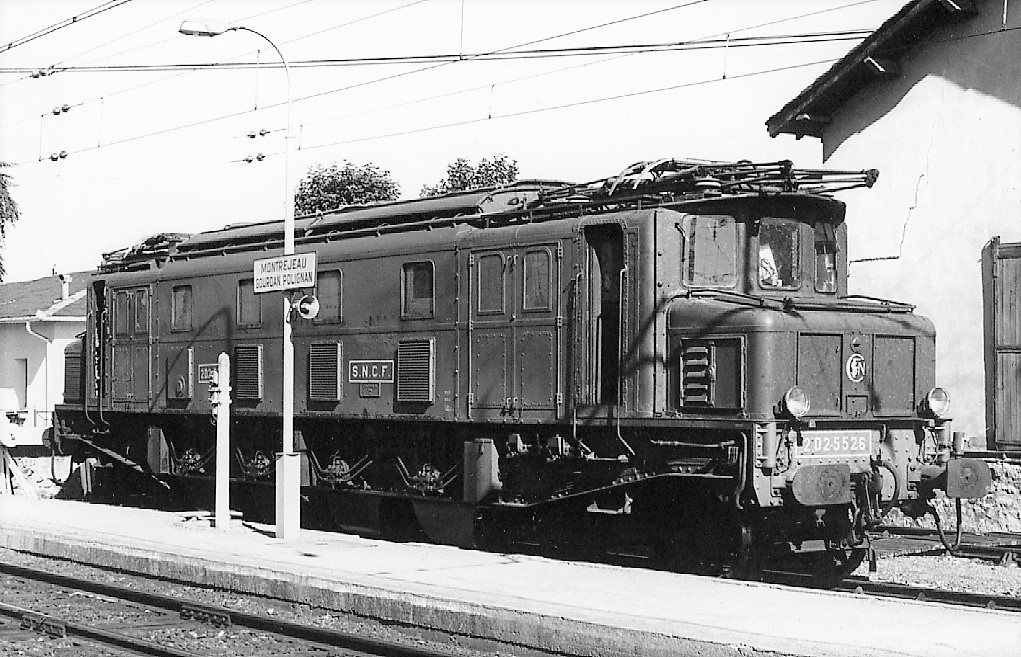
2D2 5526 à la voie terminus nord, aujourd'hui déposée.